# Église Notre-Dame-de-France
Pour les articles homonymes, voir Notre-Dame de France.
L’église Notre-Dame-de-France est une église catholique située à Londres, dans le quartier de Soho, proche de Leicester Square.

## Description
Le bâtiment a la forme d'une rotonde, réalisée en fer par Louis-Auguste Boileau. C'est la première église de Londres faite de ce matériau.

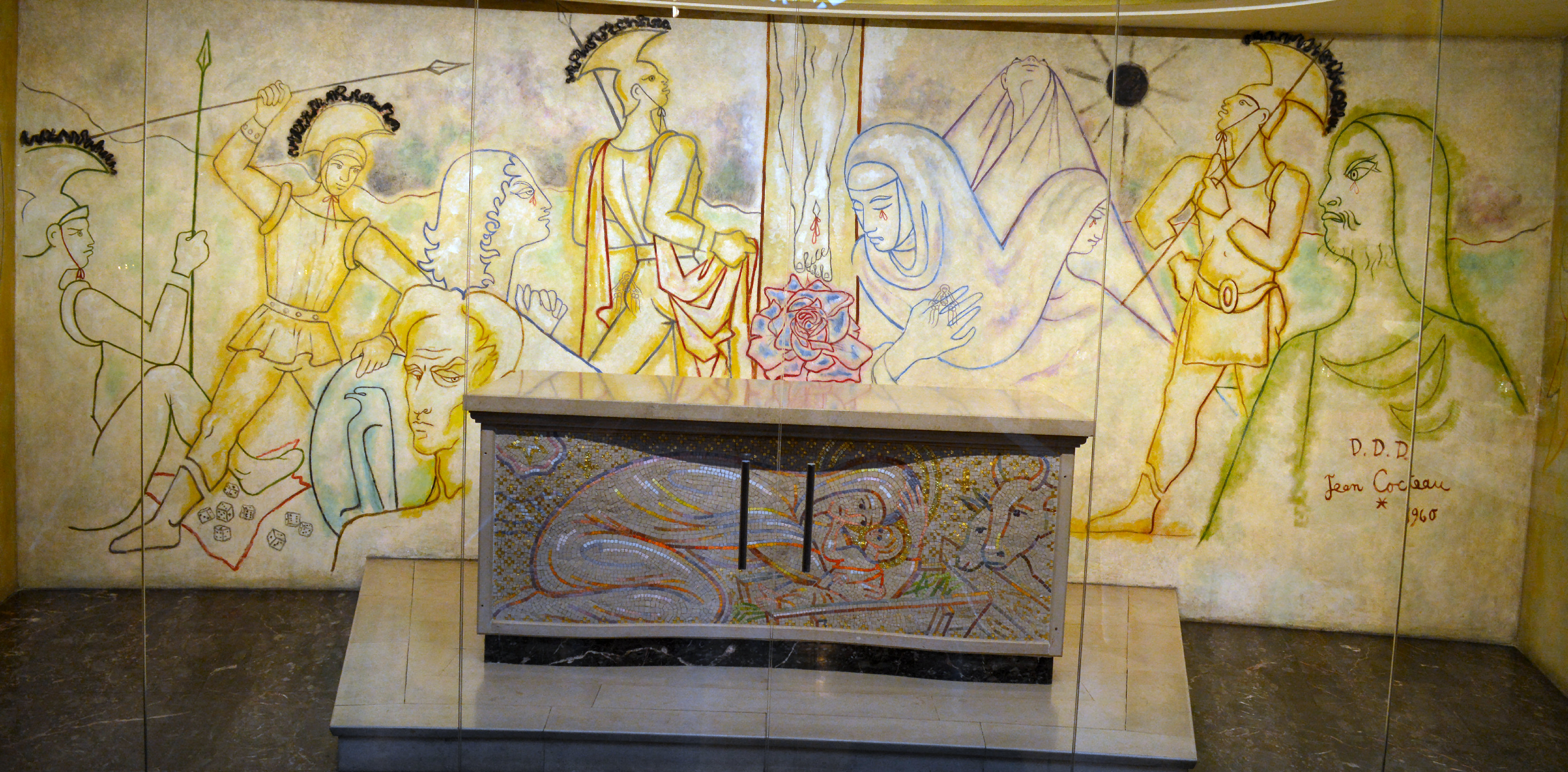
La mosaïque d'Anrep au premier plan et la fresque de Cocteau au second plan.

René Varin a fait appel pour la décoration à Jean Cocteau, qui y a réalisé une fresque dans la chapelle de la Vierge, entre le 3 et le 11 novembre 1959. Elle se compose de trois panneaux : L’Annonciation, La Crucifixion et L’Assomption. L'autel est décoré d'une mosaïque de Boris Anrep représentant la Nativité (1954). On y trouve aussi une statue de la Vierge, œuvre de Georges Saupique. Dans le chœur, au-dessus du maître-autel, se trouve une tapisserie d'Aubusson Notre-Dame de la Création, d'après le carton de Dom Robert, moine de l'abbaye d'En-Calcat. 

## Historique
Le cardinal Wiseman, archevêque de Westminster, choisit en 1861 les maristes pour fonder un centre religieux pour les Français de Londres. Le père Charles Faure achète en 1865 un bâtiment circulaire sur Leicester Square, le “Panorama” de Burford, attraction touristique depuis la fin du XVIIIe siècle. L'église est inaugurée le 11 juin 1868.
Deux bombes tombent sur l’église pendant la Bataille d’Angleterre. Elle est rouverte au culte en novembre 1941.
L'église est reconstruite en 1953 par Hector Corfiato, et la première pierre, qui provient de la cathédrale de Chartres, posée par Maurice Schumann. Elle est inaugurée en 1955 par le cardinal Feltin. 
En 2015, l’église gère une des plus importantes aumôneries des Français à l’étranger.